# تاکدا نوبومیتسو (۱۲۴۸–۱۱۶۲)
تاکدا نوبومیتسو (به ژاپنی: 武田信光)؛ (۱۲۴۸ – ۱۱۶۲) یک سامورایی در اواخر دوره هی‌آن و اوایل دوره کاماکورا، پنجمین پسر تاکدا نوبویوشی (۱۱۸۶–۱۱۲۸) بود. وی پنجمین رهبر خاندان خاندان کای گنجی و دومین رهبر خاندان کای تاکدا بود. پدر وی نخستین رهبر و بنیان‌گذار خاندان کای تاکدا بود.